# Phlogophora meticulosa
Phlogophora meticulosa là một loài bướm đêm trong họ Noctuidae.

## Hình ảnh

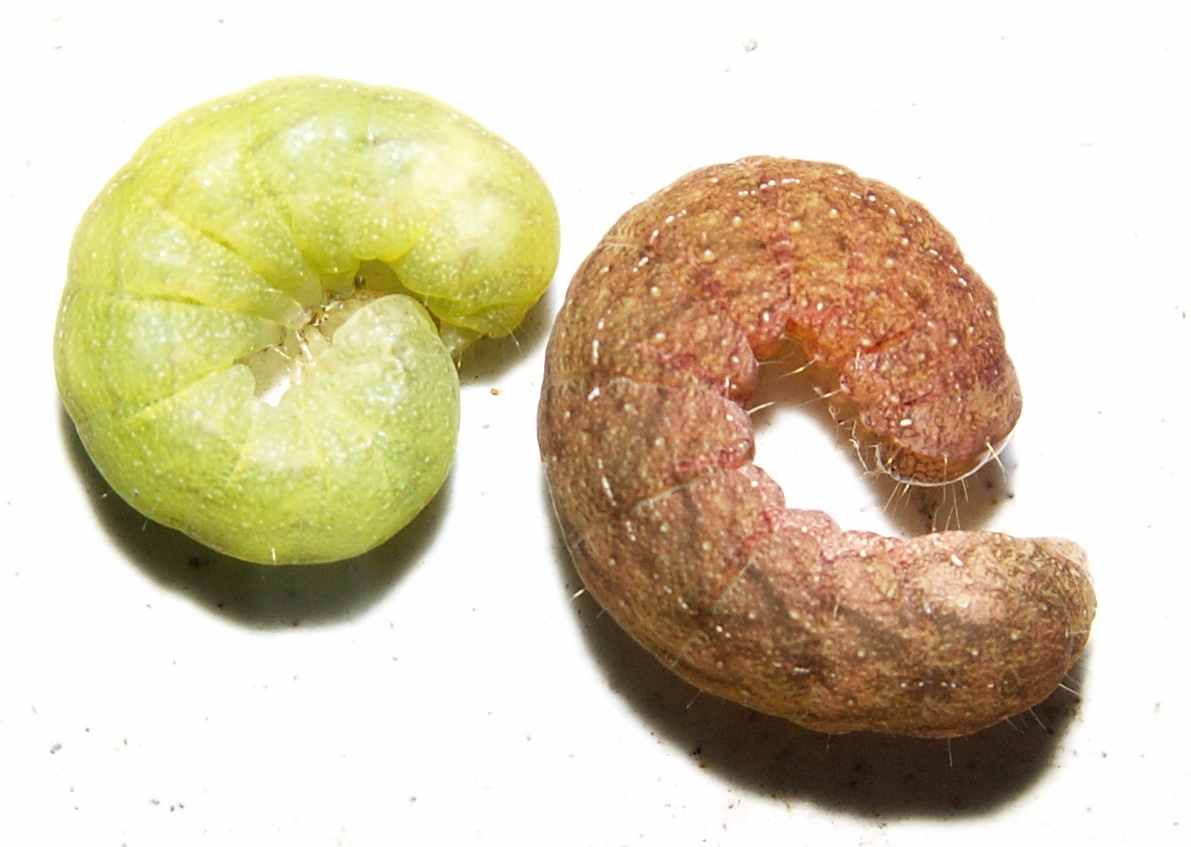
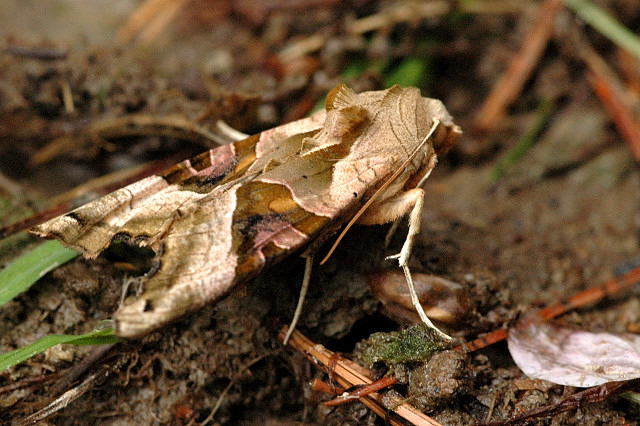
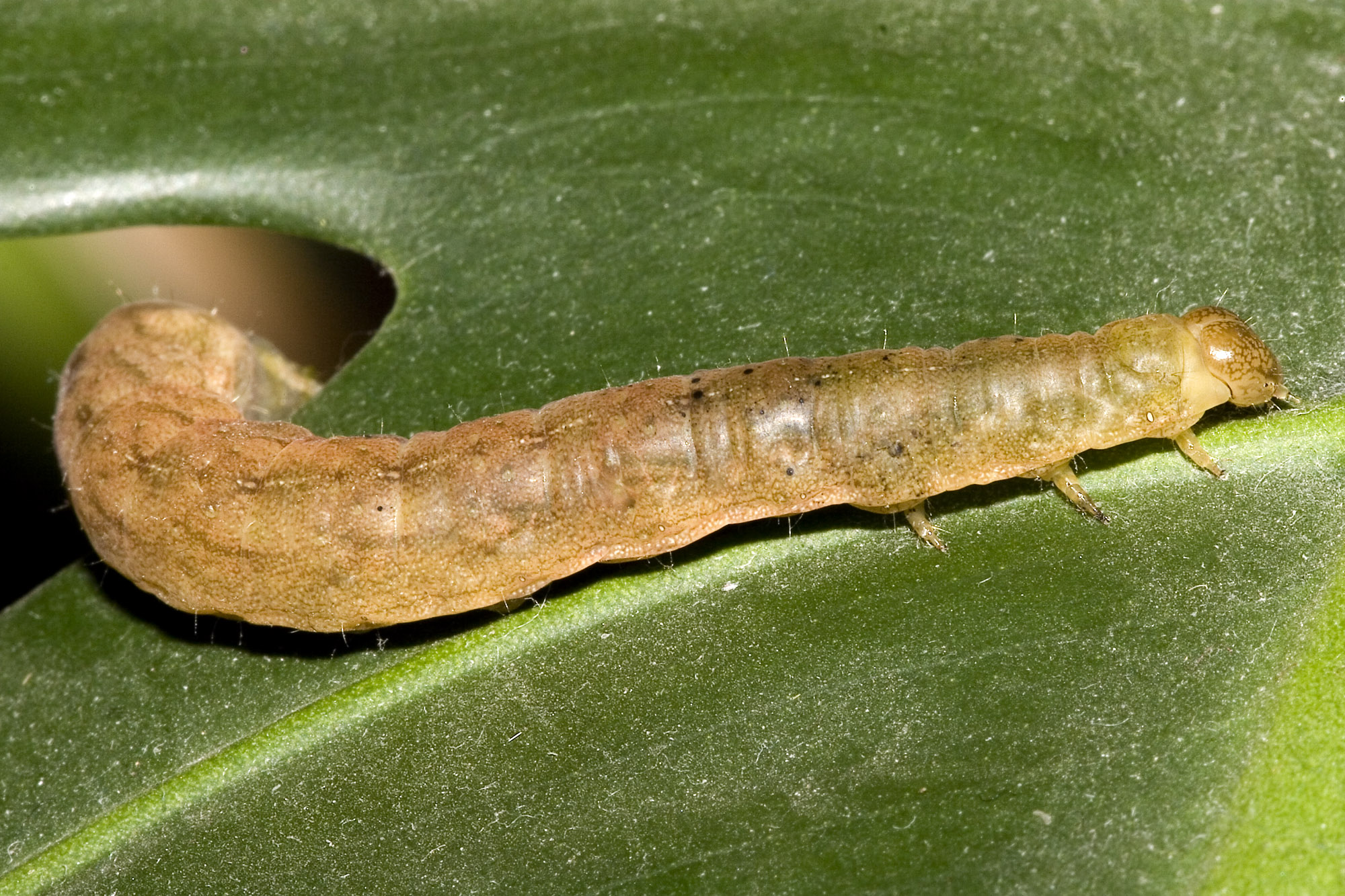
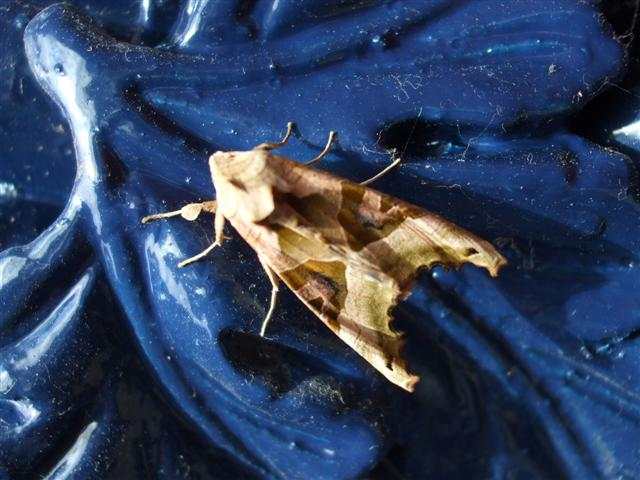